# 天主教伊瓜图教区
天主教伊瓜圖教區（拉丁語：Dioecesis Iguatuvina）是羅馬天主教在巴西的一個教區，屬福塔萊薩總教區。
教區成立於1963年9月28日，包括塞阿拉州中南部十九市。2006年有教友498,000人，佔轄區總人口94.9%。教區下轄廿一個堂區，有廿五名司鐸。現任教區主教為若望·若瑟·達科斯達。